# جامعة بيير وماري كوري
جامعة بيير وماري كوري أو جامعة باريس 6 (بالفرنسية: Université Pierre-et-Marie-Curie)‏ إحدى الجامعات الباريسية الثلاث عشرة وإحدى الجامعات الأعضاء في رابطة الجامعات البحثية الأوروبية. توجد مقراتها في حرم جوسيو الجامعي في الحي اللاتيني في الدائرة الخامسة في قلب باريس. متخصصة في العلوم والطب، هي أكبر جامعة في فرنسا في هذا المجال.

## تاريخ
هي إحدى اقدم وأشهر واعظم جامعات العالم. أسست نواتها بين عامي 1150 و1170، ومرت عبر تاريخها في مراحل تنظيمية عديدة، ونظمت آخر مرة عام 1970 بموجب «قانون التوجيه التربوي» الصادر عام 1968 على اثر الثورة الطلابية. وتبعاً لهذا القانون وزعت الجامعة الام على 13 جامعة فرعية اشهرها واعرقها جامعة باريس الأولى ـ بانثيون ـ سوربون (السوربون).
منذ تأسيس الجامعة في القرن الثاني عشر أصبحت باريس مركزا ثقافيا وتعليميا عالميا، وكانت المؤسسة الوليدة قد استقرت في مدارس كاتدرائية نوتردام، وكانت اشبه بشراكة تعاونية بين الطلبة واساتذتهم. وبعد دعم من البابا نمت الجامعة وتطوّرت وصارت خلال القرنين الـ13 والـ14 اعظم معاهد العالم المسيحي، وقّسمت يومذاك تخصصاتها الدراسية إلى أربعة تخصصات: ثلاثة عرفت بالدراسات الساميّة، وضمت اللاهوت والطب والحقوق، والرابع عرف بـ«الدراسات الدنيا» وتمثل بالاداب. واستمر التطور البنيوي عبر القرون التالية وبرز فيها خصوصا معهد السوربون، الذي اسسه اللاهوتي روبير دي سوربون عام 1257، وظل هذا الاسم لفترة طويلة مرتبطاً بالدراسات اللاهوتية.
وقد اعادت الثورة الفرنسية عام 1789 تنظيم الجامعة، وحولها نابوليون بونابارت إلى «جامعة فرنسا» وخلال هذه الحقبة تأسس فيها معهدان للصيدلة والعلوم. وفي النصف الأول من القرن العشرين رسخت الجامعة قدميها كأحدى أهم جامعات العالم، حتى وقوع «الثورة الطلابية» عام 1968 التي ادت إلى إحداث تغييرات جذرية على نظام التعليم العالي في فرنسا وصدور «قانون التوجيه» الذي جزأ معظم جامعات البلاد.
وفي ما يلي الجامعات التي انقسمت اليها جامعة باريس الأم:

### انقســـام جامعـــة باريــــس الأم
Pantheon-Sorbonne باريس الأولى (بانثيون ـ سوربون) 
Assas باريس الثانية (جامعة الحقوق والاقتصاد والعلوم الاجتماعية) 
Univ. Sorbonne Nouvelle باريس الثالثة (السوربون نوفيل «السوربون الجديدة») 
Paris- Sorbonne باريس الرابعة (باريس ـ سوربون) 
Rene Descartes باريس الخامسة (رينيه ديكارت) 
Pierre & Marie Curie-Jussieu باريس السادسة (بيار وماري كوري) 
Jussieu باريس السابعة ـ جوسيو 
Vincennes باريس الثامنة ـ فينسين 
Paris- Dauphine باريس التاسعة (دوفين) 
Nanterre باريس العاشرة (نانتير) 
Paris Sud باريس الـ11 (باريس الجنوبية) 
Val de Marne باريس الـ12 (فال دو مارن) 
Paris Nord باريس الـ13 (باريس الشمالية) 
وقد ضمت العاشرة ـ نانتير والـ11 ـ باريس الجنوبية إلى ما بات يعرف بجامعة فرساي، ومعها كليات ايفري ـ فال ديسون وفرساي ـ سان كونتان أن ايفلين وسيرجي بونتواز. ويتراوح عدد طلبة كل من هذه الجامعات بين 10 الاف إلى 40 الف طالب، وتستفيد الجامعة ليس فقط من مكتباتها في مختلف فروعها، بل من المكتبة الوطنية الضخمة التي تعد من أهم المكتبات العالمية.
رؤساء الجامعة
جان شمباز منذ 2012
موريس رينار (2011-2012)
جانشارل بميرول (2006-2011)
جلبرت بيرزيت (2001-2006)
جان لمارل (1996-2001)
جانكلود لغراند (1991-1996)
ميشال غارنيا (1986-1991)
اندري استيا (1982-1986)
جان دري (1976-1982)
اندري هربن (1971-1976)